# خوان تورنا
خوان تورنا (انگلیسی: Juan Torena; ۲۴ مارس ۱۸۹۸ – ۲۷ ژوئن ۱۹۸۳) بازیکن فوتبال، بازیگر اهل فیلیپین بود.
از باشگاه‌هایی که در آن بازی کرده‌است می‌توان به باشگاه فوتبال بارسلونا اشاره کرد.